# Heckler & Koch G36
Heckler & Koch G36 är en serie tyska automatkarbiner som används av många militära styrkor världen över. Vapnet har under hela sin användningstid anklagats för allvarliga funktionsproblem.

## Konstruktion
I likhet med många andra moderna eldhandvapen är G36 mest uppbyggd av lätta material såsom plast, och man har använt metall så lite som möjligt. Kalibern är 5,56 × 45 mm, vapnet har en standardmagasinkapacitet på 30 patroner och ett infällbart axelstöd som standard. Flera modeller har picatinnyskenor vilket gör att standardiserade tillbehör passar. Man började konstruera vapnet G36 när den tidigare G3 hade gjort sitt, det vapnet var för stort, tungt och klumpigt med sin 7,62 mm ammunition. Vapnet är väldigt speciellt för att det går att bygga i flera olika modeller från G36-grunden, något som blir allt vanligare för militära gevär.

## Avveckling
Den tyska försvarsministern Ursula von der Leyen sade i april 2015 att G36 skall sluta användas av Bundeswehr på grund av de funktionsproblem som vapnet haft under hela sin användningstid. Under aktiv tjänstgöring i Afghanistan medverkade vapnets brister till att tre tyska fallskärmsjägare dödades av upprorsmän. Problemet är att den del i plast som håller pipan tappar sin form under upphettning vilket leder till sämre precision. Detta har skett både under ihållande eldgivning (då pipan värms upp av skotten) och vid lufttemperaturer så låga som 23 °C. Tillverkaren Heckler & Koch menar å sin sida att vapnet fungerar som det ska, och pekar på ett skydd av tenn som Bundeswehr själv fäster på pipan på sina G36:or som orsak till överhettning.

## Modeller
- G36 (Gewehr 36, "Gevär 36") – automatkarbin (standardvariant), ungefär en meter lång och har både ett optiskt 3x-sikte samt ett rödpunktssikte utan förstoring.
- MG36  (Maschinengewehr 36, "maskingevär 36") – kulsprutegevär, tyngre modell med tyng stryktålig pipa för att tåla fler skott i följd. Använder främst ett dubbeltrummagasin med 100 patroner.
- G36K (Gewehr 36 Kurz, "Gevär 36 Kort") – automatkarbin, nerkortad variant av standardmodellen, i övrigt oförändrad.
- G36C (Gewehr 36 Compact, "Gevär 36 Kompakt") – kulsprutepistol, nerkortad lättviktsvariant av vapnet med en total längd på 720 mm (500 mm med axelstödet infällt) och piplängd på 228 mm.
- G36E (Gewehr 36 Export, "Gevär 36 Export") – automatkarbin, exportvariant av standardvarianten med ett fast monterat pistolgrepp och 1,5x-sikte istället för det löstagbara 3x-siktet på de övriga modellerna. Den saknar även rödpunktssiktet.
- G36KE (Gewehr 36 Kurz Export, "Gevär 36 Kort Export") – automatkarbin, nerkortad variant av exportmodellen G36E (se ovan), i övrigt oförändrad.
- SL8 – civil version av vapnet.

## Bilder (Länkar)
- LMG36 (Blid)
- G36K (Bild)